# 鋸歯文
鋸歯文（きょしもん）とは、三角形を連鎖して表現した幾何学文様の1つ。鋸の歯状に並べたように見えることから命名された。
中国の漢代の青銅器などにみられるため、日本には中国から渡来した可能性がある。一方で縄文土器の段階で既に存在していたとする指摘も存在する。
弥生時代以降になると様々な文物に用いられ、弥生土器や銅鐸、銅鏡、埴輪、瓦、古墳の壁面装飾などに見られる。また、鋸歯文の中に平行線を刻んだり、彩色を施した文様も確認されている。